# Syntetické hedvábí
Syntetické hedvábí je
- výraz, který se používá jako obchodní označení pro různé druhy filamentů vyrobených ze syntetických[1] i nesyntetických (přírodních) polymerů [2]
- historické (před sto lety používané) označení viskózových filamentů[3]
- uměle vyráběné hedvábí z proteinů bource morušového,[4] [5] dosud (2016) jen ve stádiu pokusů.

V českých odborných technických publikacích se označení syntetické hedvábí používá jen pro „nekonečná“ vlákna ze syntetických polymerů. Ostatní vlákna bez omezení délky (např. z viskózy, alginátu apod.) se nazývají umělé hedvábí.
V jiných jazycích se všechna „nekonečná“ vlákna zpravidla nazývají filamenty.